# UCI Asia Tour 2007
Die UCI Asia Tour ist der vom Weltradsportverband Union Cycliste Internationale (UCI) zur Saison 2005 eingeführte asiatische Straßenradsport-Kalender unterhalb der UCI ProTour.
Die Eintagesrennen und Etappenrennen der UCI Asia Tour sind in drei Kategorien (HC, 1 und 2) eingeteilt.

## Gesamtstand
(Stand: 30. Oktober 2007)
| Platz | Fahrer              |           | Punkte |
| ----- | ------------------- | --------- | ------ |
| 1.    | Hossein Askari      |           | 313    |
| 2.    | Ghader Mizbani      |           | 300    |
| 3.    | Takashi Miyazawa    |           | 233    |
| 4.    | Sung Baek Park *    | Korea Sud | 202    |
| 5.    | Mehdi Sohrabi       |           | 163    |
| 6.    | Gabriele Missaglia  |           | 152    |
| 7.    | Yukiya Arashiro     |           | 146    |
| 8.    | Ahad Kazemi         |           | 144    |
| 9.    | Jai Crawford        |           | 129    |
| 10.   | Alberto Loddo       |           | 126    |
| 11.   | Wong Kam Po         |           | 110    |
| 12.   | Daniel Lloyd        |           | 106    |
| 13.   | Kai Tsun Lam        |           | 95     |
| 14.   | Eugen Wacker        |           | 92     |
| 15.   | José Serpa          |           | 90     |
| 16.   | Maximiliano Richeze |           | 88     |
| 17.   | Satoshi Hirose      |           | 86     |
| 18.   | Hossein Nateghi *   |           | 80     |
| 19.   | Hidenori Nodera     |           | 79     |
| 20.   | Mirsamad Pourseyedi |           | 77     |

| Platz | Team                         |            | Punkte |
| ----- | ---------------------------- | ---------- | ------ |
| 1.    | Giant Asia Racing Team       |            | 908    |
| 2.    | Nippo Corporation            |            | 585    |
| 3.    | Serramenti PVC Diquigiovanni |            | 463    |
| 4.    | Hong Kong Pro Cycling        |            | 434    |
| 5.    | Islamic Azad University      |            | 326    |
| 6.    | Skil-Shimano                 |            | 237    |
| 7.    | Aisan Racing Team            |            | 183    |
| 8.    | Discovery Channel-Marco Polo |            | 151    |
| 9.    | Relax-GAM                    |            | 124    |
| 10.   | Drapac Porsche               |            | 119    |
| 11.   | DFL-Cyclingnews-Litespeed    |            | 110    |
| 12.   | Letua Cycling Team           |            | 107    |
| 13.   | Ceramiche Panaria-Navigare   |            | 95     |
| 14.   | MES Kerman                   |            | 90     |
|       | Wiesenhof-Felt               |            | 90     |
| 16.   | Acqua & Sapone-Caffe Mokambo |            | 87     |
| 17.   | Tinkoff Credit Systems       |            | 86     |
| 18.   | Intel-Action                 | Polen      | 82     |
| 19.   | Jelly Belly Cycling Team     |            | 81     |
| 20.   | PSK Whirlpool-Hradec Králové | Tschechien | 77     |

* U23-Fahrer

## Rennkalender

### Oktober 2006
|     |  | Rennen    |  | Sieger         | Team                 |
| 22. |  | Japan Cup |  | Riccardo Riccò | Saunier Duval-Prodir |

### November 2006
|         |  | Rennen          |          | Sieger            | Team                   |
| 12.     |  | Tour de Okinawa |          | Takashi Miyazawa  | Cycle Racing Team Vang |
| 12.–17. |  | Tour of Hainan  | Russland | Sergei Kolesnikow | Omnibike Dynamo Moskau |

### Dezember 2006
|         |  | Rennen                  |          | Sieger              | Team                   |
| 25.–30. |  | Tour of South China Sea | Russland | Alexander Chatunzew | Omnibike Dynamo Moskau |

### Januar
|         |  | Rennen           |  | Sieger             | Team                              |
| 6.–12.  |  | Jelajah Malaysia |  | Mahdi Sohrabi      | Tabriz Petrochemical Cycling Team |
| 20.–25. |  | Tour of Siam     |  | Jai Crawford       | Giant Asia Racing Team            |
| 28.–2.  |  | Katar-Rundfahrt  |  | Wilfried Cretskens | Quick Step-Innergetic             |

### Februar
|        |  | Rennen           |  | Sieger           | Team            |
| 2.–11. |  | Tour de Langkawi |  | Anthony Charteau | Crédit Agricole |

### März
|         |  | Rennen         |  | Sieger          | Team              |
| 3.–7.   |  | Taftan Tour    |  | Hossein Nateghi | MES Kerman        |
| 18.–24. |  | Tour de Taiwan |  | Shawn Milne     | Health Net-Maxxis |

### April
|         |  | Rennen      |  | Sieger        | Team               |
| 21.–27. |  | Kerman Tour |  | Pawel Newdach | Brisasport Turkiye |

### Mai
|         |  | Rennen                  |  | Sieger                | Team                         |
| 20.–27. |  | Japan-Rundfahrt         |  | Francesco Masciarelli | Acqua & Sapone-Caffè Mokambo |
| 22.–29. |  | Aserbaidschan-Rundfahrt |  | Hossein Askari        | Giant Asia Racing Team       |

### Juni
|     |  | Rennen                         |  | Sieger    | Team                |
| 29. |  | B-Weltmeisterschaft Zeitfahren |  | Ma Haijun | Volksrepublik China |

### Juli
|         |  | Rennen                            |  | Sieger             | Team                         |
| 1.      |  | B-Weltmeisterschaft Straßenrennen |  | Ivan Stević        | Serbien                      |
| 4.–8.   |  | Tour of East Java                 |  | Björn Glasner      | Regiostrom-Senges            |
| 14.–22. |  | Tour of Qinghai Lake              |  | Gabriele Missaglia | Serramenti PVC Diquigiovanni |
| 29.–3.  |  | Hongkong-Rundfahrt                |  | James Meadley      | Jelly Belly Cycling Team     |

### August
|        |  | Rennen                                                  |  | Sieger               | Team                   |
| 4.–5.  |  | Melaka Chief Minister Cup                               |  | Mohd Rauf Nur Misbah | Malaysia               |
| 8.–14. |  | Tour of Milad du Nour                                   |  | Ghader Mizbani       | Giant Asia Racing Team |
| 18.    |  | Testveranstaltung Olympisches Straßenrennen Peking 2008 |  | Gabriele Bosisio     | Italien                |
| 19.    |  | Testveranstaltung Olympisches Zeitfahren Peking 2008    |  | Cadel Evans          | Australien             |

### September
|         |           | Rennen                              |           | Sieger            | Team         |
| 1.–9.   | Korea Sud | Tour de Korea                       | Korea Sud | Sung Baek Park    | Seoul City   |
| 8.      |           | Asienmeisterschaft Zeitfahren       |           | Eugen Wacker      | Kirgisistan  |
| 10.     |           | Asienmeisterschaft Straßenrennen    |           | Takashi Miyazawa  | Japan        |
| 13.–17. |           | Tour de Hokkaidō                    |           | Henri Werner      | Team Sachsen |
| 26.     |           | Weltmeisterschaft Zeitfahren U23    |           | Lars Boom         | Niederlande  |
| 27.     |           | Weltmeisterschaft Zeitfahren        |           | Fabian Cancellara | Schweiz      |
| 29.     |           | Weltmeisterschaft Straßenrennen U23 | Slowakei  | Peter Velits      | Slowakei     |
| 30.     |           | Weltmeisterschaft Straßenrennen     |           | Paolo Bettini     | Italien      |